# Antoine Louis Claude Destutt de Tracy
Antoine Louis Claude Destutt, comte de Tracy, francoski filozof in politik, * 20. julij 1754, Pariz, Francija, † 9. marec 1836, Pariz.

## Življenjepis

### Otroštvo
De Tracy se je rodil v Parizu kot sin uglednega vojaka Clauda Destutta. Njegova družina izvira iz Škotske, samo ime pa sega vse do Walterja Stutta, ki je leta 1420 spremljal grofa Buchana in Douglasa na francoskem dvoru, in čigar družina je bila nato povišana v grofe de Tracy. De Tracyevo izobraževanje je potekalo doma in kasneje na univerzi v Strasbourgu, kjer je bil dokaj priljubljen zaradi svojih atletskih sposobnosti.

### Življenje
Po končanem šolanju je šel v vojsko in bil kmalu povišan v polkovnika polka Penthievre. Leta 1789 je bil izvoljen za državnega generala; na tem položaju mu je družbo delal prijatelj Marquis de La Fayette. Spomladi leta 1792 je bil povišan še v brigadirja, a je kmalu za tem, zaradi vpliva dominantnih skrajnežev, odstopil in se v Auteuliu s Condorcetom in Cabanisom posvetil znanstvenim študijam. Med francosko revolucijo je aktivno sodeloval v deželni skupščini Bourbonnais. V času vladavine terorja je bil aretiran in zaprt za skoraj eno leto. V tem času je preučeval Étiennea Bonnota de Condillaca, Johna Lockea ter naravoslovne znanosti, katere je kasneje zamenjal s študijem filozofije.
Leta 1795 je bil imenovan za člana novoustanovljene organizacije »Institut de France«. Na Cabanisov predlog so mu dodelili predavanja o moralnih in političnih znanostih. Kmalu je vzbudil pozornost s spomini, ki jih je bral pred kolegi – gre za zapise, ki so predstavljali osnovo njegovega celovitega dela na temo ideologije, imenovanega »Eléments d'idéologie«. Ideologijo je poimenoval »znanost o idejah«. Društvo ideologov v Auteuilu so poleg Cabanisa in de Tracyja sestavljali tudi Constantin-François de Chassebeuf, Comte de Volney in Dominique Joseph Garat. Z nekaterimi izmed teh kolegov je bil tudi član kulturnega društva »Les Neuf Sœurs«.
V času prvega francoskega imperija je bil de Tracy član senata, vendar v njem ni bil izrazito aktiven. Pod burbonsko restavracijo je bil de Tracy imenovan za »Pair de France«, najvišji položaj v francoskem plemstvu, vendar je protestiral proti razdelitvi vlade in tako ostal v opoziciji. Leta 1808 je bil izvoljen za člana Académie française, kjer je nadomestil Cabanisa, in leta 1832 ob reorganizaciji Akademije za moralne znanosti za njenega člana. Na konferencah akademije se je zaradi svoje starosti in razočaranja zaradi neupoštevanja njegovega dela pojavil samo enkrat. Destutt de Tracy je bil med revolucijo in po njej eden glavnih zagovornikov liberalizma. Umrl je 9. marca 1836 v Parizu.

## Filozofija
Senzualist de Tracy je poskušal utemeljiti ideologijo kot znanost, ki bi se ukvarjala z idejami na podoben način kot slovnica ali logika. Relativno hitro je pojem dobil politično zamejen in pejorativen pomen političnih prepričanj, ki nimajo stika z realnostjo. V popolnem soglasju z materialističnimi stališči Cabanisa je de Tracy potisnil Condillacova načela senzualnosti do njihovih skrajnih meja. Medtem ko je bila pozornost Cabanisa usmerjena predvsem v psihološko plat človeka, je de Tracya zanimala takrat na novo določena »ideološka« plat človeka, ki je kljubovala »psihološki« plati. 
De Tracy je razdelil zavestno življenje na štiri sposobnosti (prirojene) – zaznavanje, spomin, presoja in volja. Zaznavanje po njegovem mnenju predstavlja občutek, ki ga povzroča trenuten položaj zunanjih skrajnih točk živcev. Spomin je filozof razumel kot občutek, ki ga, v odsotnosti novega vzburjanja, povzročajo v preteklosti vzpostavljene lege živcev. Presoja pa naj bi bila zaznavanje odnosov med občutki; tudi sama po sebi vrsta občutka, kajti če se zavedamo, kako se počutimo, potem lahko presodimo svoje odločitve glede na svoje prejšnje občutke in s tem lahko svojo voljo poistovetimo z občutkom želje. 
De Tracy, ki je v veliki meri vplival na razvoj filozofije, je zaslužen tudi za razlikovanje med aktivnim in pasivnim dotikom, kar je navsezadnje spodbudilo razvoj psiholoških teorij mišičnega čuta. Njegova predstava zunanjega obstoja ne izhaja iz čistega občutka, temveč iz naših izkušenj in odpora. De Tracy in njegova dela so tako primerljiva z deli Aleksandra Baina in kasnejših psihologov.
Vprašanje, ki je medlo Antoina Destutta de Tracyja in večino filozofov tistega obdobja v Franciji, je bilo, ali je vsa zavest pasivna ali pa so tudi kateri deli nje tudi aktivni. Če bi bili vsi deli pasivni, potem ne bi smeli imeti razloga, da bi verjeli v obstoj zunanjega sveta. Vendar po mnenju de Tracyja obstaja ena ideja, ki nam prikaže znak resničnosti zunaj našega obstoja, to je ideja dotika. Ko na predmet pritiskamo, se ta upira. Ne moremo si želeti občutiti predmet in ga hkrati izničiti. Občutek upora odpravlja željo po prodoru. Zato smo, ko začutimo odpor, prisiljeni sklepati, da obstaja neko telo, ki nudi upor.

### Ideologija
Ideologija je sistem idej in prepričanj, ki oblikuje misli in vedenje ljudi. Izraz ideologija se lahko uporablja na različne načine. Lahko se nanaša na verovanje in sisteme prepričanj na splošno ali pa se, na primer, sklicuje na konkretne tradicije politične filozofije, namenjene za množično potrošnjo (pojavile in razvijale so se od sredine osemnajstega stoletja naprej v pojme kot so liberalizem, konservativizem, nacionalizem in socializem). Beseda ideologija (idéologie) se je prvič pojavila v času francoske revolucije, njen idejni oče pa je Antoine Destutt de Tracy, ki jo je leta 1796 poimenoval »znanost o idejah«. Ustvaril jo je z namenom razvijanja racionalnega sistema idej, ki bi se upirali iracionalnim impulzom višjih družbenih slojev.
Izrazov ideologija in sistem idej se je De Tracy spomnil medtem, ko je bil v zaporu, kjer je prebral dela Lockea in Condillaca. Upal je, da bo oblikoval varne temelje za moralne in politične vede, zato je de Tracy izraz zasnoval kot »znanost o idejah«, ki temelji na dveh stvareh: občutkih, ki jih ljudje doživljajo ob interakcijah z materialnim svetom, in idejah, ki se zaradi teh občutkov oblikujejo v njihovih mislih. Ideologijo je zasnoval kot liberalno filozofijo, ki brani svobodo posameznika, lastnino, prosti trg in ustavne omejitve državne oblasti. Upor, ki je povzročil smrt Maximiliena Robespierreja, je de Tracyju omogočil nadaljevanje njegovega dela. De Tracy se je v času Napoleonovega režima odzval s poskusom oblikovanja racionalnega sistema idej, s čimer bi se uprl iracionalnim družbenim impulzom, ki so ga skoraj uničili.

## Dela
Njegova glavno delo zajema pet zvezkov Éléments d'idéologie (1817–1818). Prvi zvezek je bil predstavljen kot »Strogo opredeljena ideologija« in je dopolnil argumente iz prejšnjih monografij Commentaire sur l'esprit des lois de Montesquieu (1806) in Essai sur le génie, et les ouvrages de Montesquieu (1808). Četrti zvezek Eléments d'idéologie je avtor obravnaval kot uvod v drugi del načrtovanega devetdelnega dela, ki ga je naslovil Traité de la volonté (Traktat o volji in njenih učinkih). Ko je bil preveden v angleščino, je urednik Thomas Jefferson naslovil zvezek Razprava o politični ekonomiji, kar je zmanjšalo pomen de Tracyjevega razmišljanja o osnovnih vprašanjih volje in možnosti razumevanja pogojev njene determiniranosti.

## Zapuščina
De Tracy je v svoji socialni teoriji začel natančno uporabljati sklepno metodo, pri čemer je ekonomijo gledal z vidika akcij (prakseologija) in izmenjav (katalaktika). De Tracyjev vpliv je viden tako v Evropi, zlasti pri Stendhalu, Augustinu Thierryju, Augusteju Comteu in Charlesu Dunoyerju, kot tudi v ZDA, kjer je splošni pristop francoske liberalne šole politične ekonomije enakomerno konkuriral britanski klasični politični ekonomiji do konca 19. stoletja. De Tracy je v svojih političnih spisih zavrnil monarhizem in favoriziral ameriško republiško obliko vlade. Zaradi republikanizma in zagovarjanja razuma v filozofiji je izgubil Napoleonovo naklonjenost, ki je de Tracyjevo razumevanje ideologije označil kot zlorabo.
Thomas Jefferson, ki je, nasprotno, delo Destutta de Tracyja močno cenil, je dva njegova rokopisa pripravil za ameriško objavo. Jefferson je v svojem predgovoru v publikaciji iz leta 1817 zapisal: »S širjenjem načel politične ekonomije bodo le ta zaščitila javno industrijo pred zajedavskimi institucijami, ki jo zdaj zapravljajo.« Na Jeffersonovo razmišljanje sta močno vplivala de Tracyjeva kritika Montesquieua in njegova potrditev predstavniške demokracije. De Tracyjevi razsvetljenski ideali pa so močno vplivali tudi na Stendhala, ki je v prvi polovici 19. stoletja redno obiskoval salon De Tracy in to opisal v delu Memoirs of an Egotist.